# Arnäs distrikt
Arnäs distrikt är ett distrikt i Örnsköldsviks kommun och Västernorrlands län. Distriktet ligger omkring Arnäsvall i östra Ångermanland och omfattar bland annat de nordöstra och sydöstra delarna av tätorten Örnsköldsvik.

## Tidigare administrativ tillhörighet
Distriktet inrättades 2016 och utgörs av en del av området som Örnsköldsviks stad omfattade till 1971, delen som före 1963 utgjorde Arnäs socken.
Området motsvarar den omfattning Arnäs församling hade 1999/2000.

## Tätorter och småorter
I Arnäs distrikt finns en tätort och sju småorter.

### Tätorter
- Örnsköldsvik (del av)

### Småorter
- Fjärdänget
- Fälludden (del av)
- Hornön
- Lunne och Ström
- Nötbolandet (del av)
- Sillviken och Stubbsand (del av)
- Överfälle